# 특별계시
특별계시(Special revelation)는 일반계시와 반대되는 신학적 용어이다. 인간의 이성보다는 하나님의 진리의 내용으로서 기적이나 성경과 같은 초자연적 수단을 통하여 발견될수 있는 영적인 문제나 하나님을 아는 지식을 믿는 것과 연관된 것으로 기독교 신학자들에 의해서 주로 사용되는 신학적 용어이다. 특별계시와 일반계시에 대한 구별은 토마스 아퀴나스에 의해서 나타났다. 죄인을 구원하는 복음인 성경이다.

## 같이 보기
- 계시
- 일반계시
- 초자연계시
- 자연계시